# Гута (гміна Баранів)
Гута (пол. Huta) — село в Польщі, у гміні Баранів Пулавського повіту Люблінського воєводства. Населення — 116 осіб (2011).
У 1975-1998 роках село належало до Люблінського воєводства.

## Демографія
Демографічна структура станом на 31 березня 2011 року:
|          | Загалом | Допрацездатний вік | Працездатний вік | Постпрацездатний вік |
| -------- | ------- | ------------------ | ---------------- | -------------------- |
| Чоловіки | 57      | 10                 | 40               | 7                    |
| Жінки    | 59      | 15                 | 27               | 17                   |
| Разом    | 116     | 25                 | 67               | 24                   |